# Rildo Brasil
Rildo Vieira Brasil (Jacundá, 6 de fevereiro de 1966) é um artista plástico, cartunista, pintor e professor de artes visuais brasileiro, radicado em Marabá, mais conhecido por ser um dos mestres em arte nanquim e sua vertente regionalista nanquim amazônico.
É membro-fundador da Associação dos Artistas Visuais do Sul e Sudeste do Pará (ARMA).

## Biografia
Rildo nasceu nas terras que atualmente fazem parte do município de Jacundá, em 6 de fevereiro de 1966. A localidade onde nasceu, Velha Jacundá, foi definitivamente submersa pelas águas do rio Tocantins quando do início das operações da Usina Hidrelétrica de Tucuruí, sendo reedificada em um novo local, que também ganhou o nome de Jacundá (sede do atual município homônimo). Rildo é filho de Francisco Dias Brasil e Maria Vieira Brasil.
Em 1972, em Velha Jacundá, estudou no Grupo Escolar Coronel João Pinheiro, onde começou com seus primeiros trabalhos artísticos, desenhando barcos que observava cruzar a até então cidade ribeirinha, retratando depois jogadores de futebol.
Em 1978, após a família ser removida para a cidade de Tucuruí, como salvaguarda à iminente submersão de Velha Jacundá, Rildo passou a retratar em suas obras super-heróis, personagens de quadrinhos que lia, além de pessoas de sua convivência próxima.
Aos dezoito anos de idade, em 1984, Rildo Brasil foi à Marabá convocado pelo Exército Brasileiro ao serviço militar, sendo lotado na 23.ª Brigada de Infantaria de Selva. Radicou-se e constituiu família em Marabá.
Em 1987 ingressou no ensino médio, estudando na escola Dr. Gabriel Sales Pimenta (Morada Nova). Nesta, em 1989, o professor e biólogo Noé von Atzingen percebeu o talento nos desenhos do aluno Rildo, e o convidou para trabalhar na Fundação Casa da Cultura de Marabá (FCCM). Na FCCM tornou-se responsável pela parte gráfica, à época um trabalho estritamente manual, pois o município ainda não disponha de computadores. Seu talento o gabaritou para ser um dos artistas oficiais da prefeitura, a pedido do prefeito Hamilton Bezerra. Conseguiu concluir seu ensino médio na tradicional escola Plínio Pinheiro (Velha Marabá).
Foi também na FCCM que conheceu os trabalhos dos artistas da região, dentre eles os mestres em nanquim Pedro e Augusto Morbach, recebendo incentivo do professor José da Silva Brandão, que o presenteou com livros e ilustrações sobre nanquim dos artistas Percy Lau e Barbosa Leite.
Em 1989, por encomenda do então presidente da câmara dos vereadores de Marabá, Miguel Gomes Filho, criou a arte da bandeira do Carajás. Sua autoria é registrada em cartório. A bandeira proposta para Carajás se caracteriza pela adoção das cores da bandeira do Brasil, e inspiração nas linhas, formas e cores da bandeira de Marabá.
Em 2000 a empresa telefônica Telemar o selecionou para ser um dos artistas a ter trabalhos expostos na série sobre arte regional nos cartões telefônicos para orelhões.
Foi o idealizador da Mostra Marabaense de Humor – Ri Marabá, com três edições, entre 2003 e 2005; também em 2005 foi selecionado para ser homenageado no 7º Salão Internacional de Humor de Caratinga, em Minas Gerais. Em 2009 idealizou e organizou o I Salão Nacional de Humor de Marabá, dentro da IX Feira do Livro de Marabá.
Rildo Brasil licenciou-se em artes visuais pela Universidade Federal do Sul e Sudeste do Pará (UNIFESSPA) em 2018, tendo ingressado na primeira turma do curso em 2014. Desde licenciado, Rildo faz parte dos quadros docentes da prefeitura de Marabá.

### Obra artística
A partir do início da década de 1990, seu trabalho sobre nanquim tornou-se mais denso, representando rios que cortam Marabá, a natureza amazônica, o cotidiano de ribeirinhos, garimpeiros, pescadores, caboclos e castanheiros (segundo Rildo por influência do seu pai, que era extrativista), além das manifestações de religiosidade da própria região.
Conhecedor de sua arte, o jornalista Mascarenhas Carvalho da Luz, fundador do Correio do Tocantins, convidou-o para trabalhar profissionalmente publicando cartuns, charges e caricaturas no jornal. Suas artes chargísticas têm uma temática fortemente política e humorística.
Rildo também tem inúmeras produções de pintura a óleo, bico de pena e grafite, numa fase que desenvolveu a partir de meados da década de 1990. Os trabalhos estão expostos em vários órgãos públicos de Marabá e até mesmo em galerias de arte nacionais e estrangeiras; algumas dessas obras são utilizadas como ilustrações de livros técnicos.

## Vida pessoal
Rildo é casado com Kátia Regina Silva Brasil e têm três filhos: Rislten Brasil, Rilstiane Brasil e Richelle Brasil.
É torcedor do Águia de Marabá Futebol Clube e um dos entusiastas da sua principal organizada, a Torcida Organizada do Águia de Marabá (TOAM). Declara-se também torcedor do Paysandu Sport Club e Sport Club Corinthians Paulista.